# Eukaryotisk översättning
Eukaryotisk översättning är den biologiska processen där budbärar-RNA översätts till proteiner hos eukaryota organismer. Den består av fyra faser: initiering, förlängning, avslutning och återvinning.